# Filigrane
 (décembre 2017).

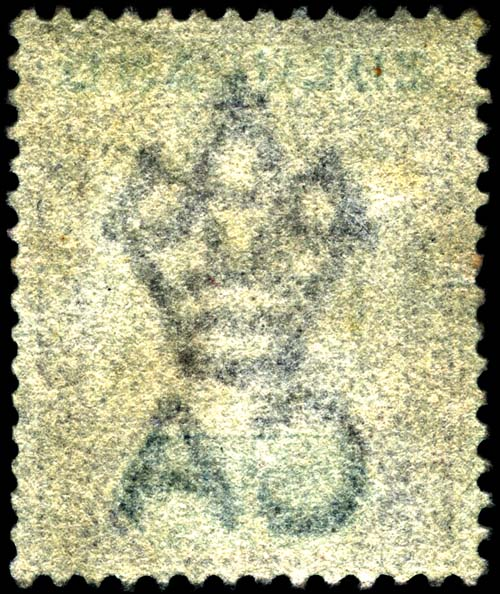
Filigrane des timbres des colonies britanniques des années 1880 aux années 1920.

Un filigrane (du latin filum, fil, et granum, grain) est, en orfèvrerie, un ouvrage fait de fils de métal précieux ou de verre, entrelacés et soudés. Dans l'industrie papetière, un filigrane est un dessin qui apparaît sur certains papiers quand on les regarde par transparence.

## Orfèvrerie
Ce sont de minces fils de métal, en or ou en argent, torsadés ou pas, soudés sur une plaque de métal ou entre eux et laissant des jours, des espaces vides. Le filigrane produit donc un effet de « broderie ». L'orfèvrerie étrusque en a usé depuis sa période orientaliste. Le musée archéologique de Thessalonique présente des bijoux en filigrane d'or provenant des tombes hellénistiques de Macédoine. Le Musée des arts africains, océaniens et amérindiens, de Marseille, présente un bijou d'applique en filigrane d'or, des Baoulé de Côte d'Ivoire.
Le terme de « filigrane » désigne également le fil qui court le long de la poignée des sabres ornés.

Filigrane d'or
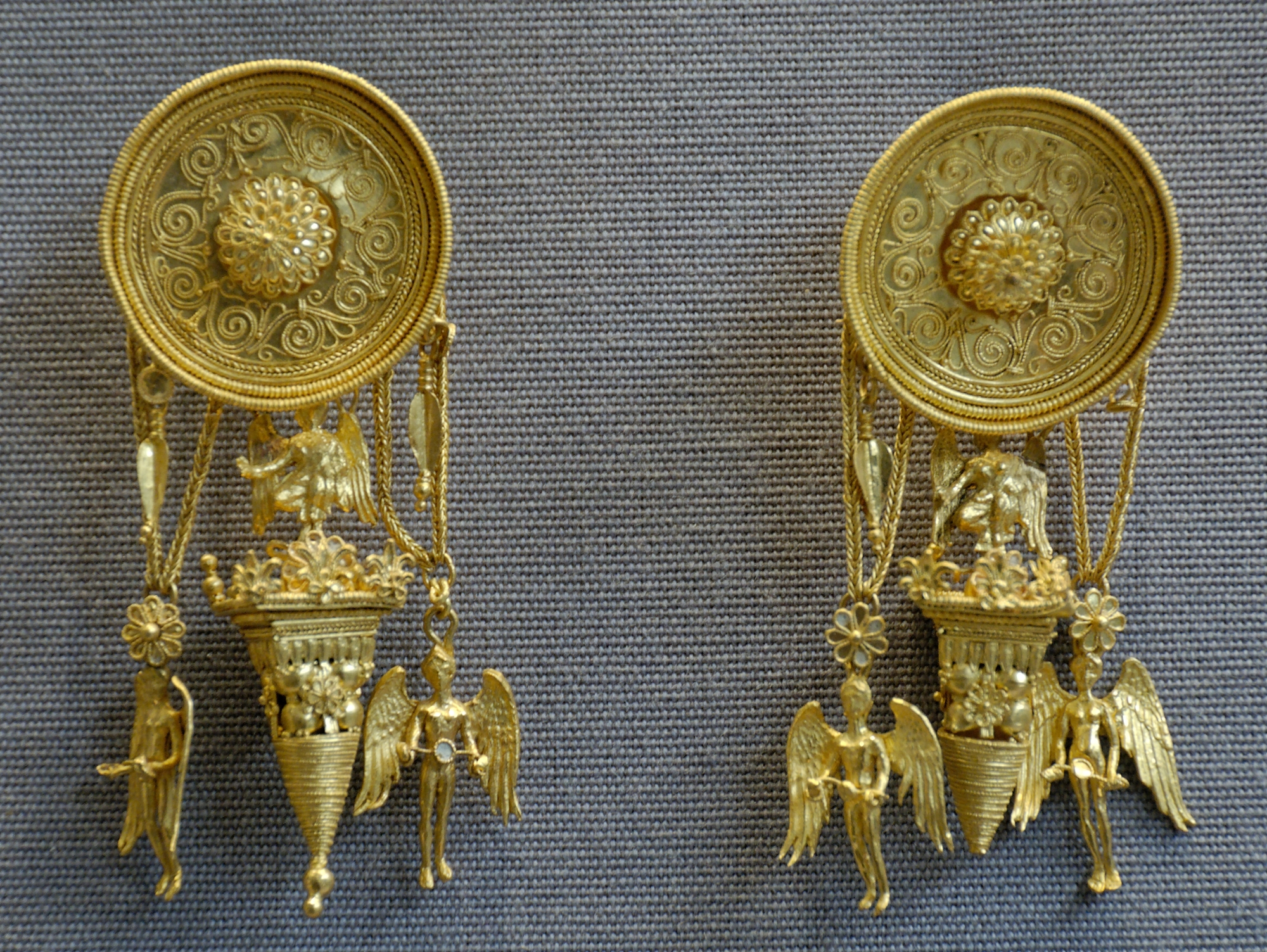
Paire de boucles d'oreilles hellénistiques. Or, 330-300 AEC. British Museum
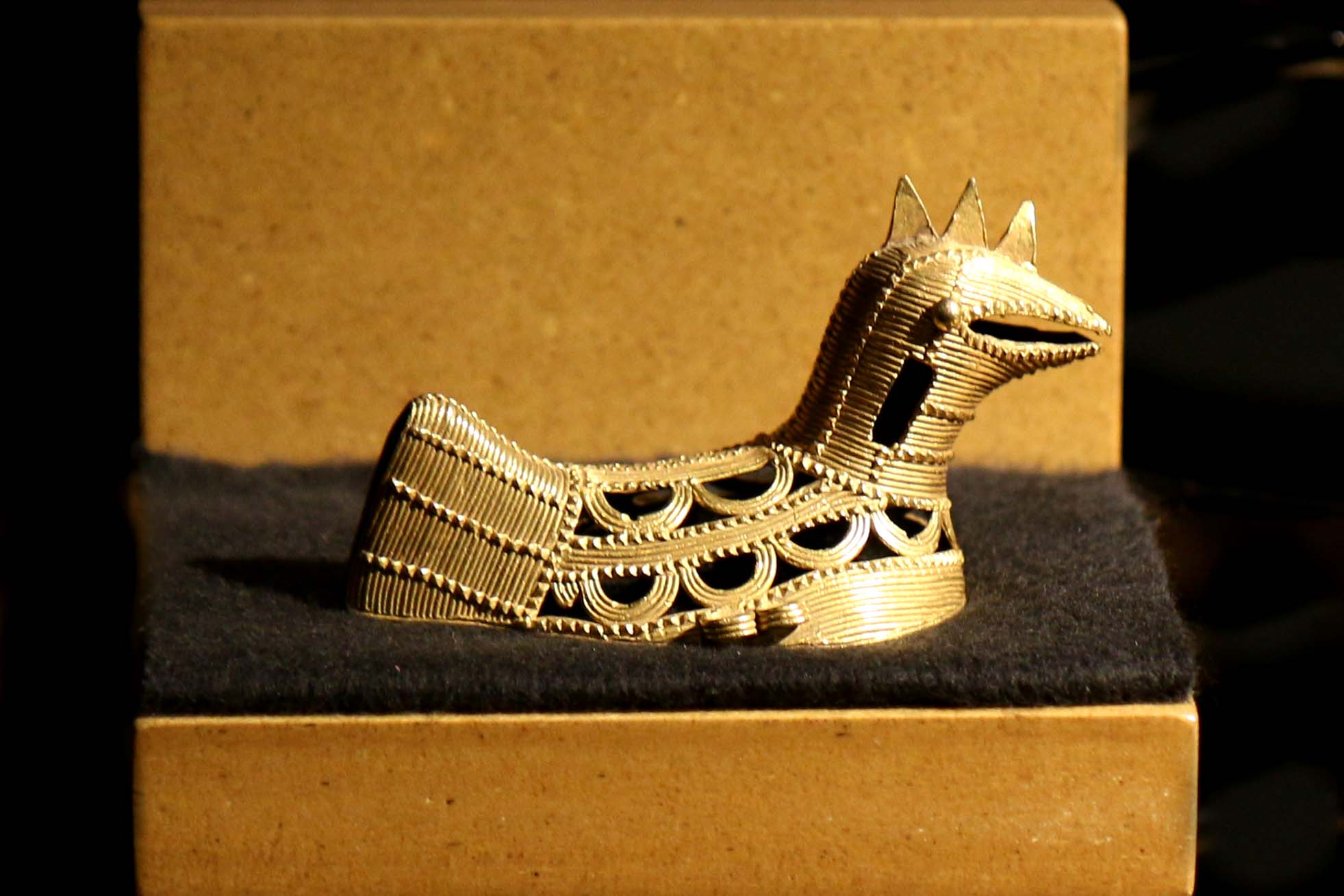
Bijou d'applique, Baoulés. Or en filigrane, H. 7,5 cm, L. 15 cm. env. Côte d'Ivoire. 1850-1950. Musée des arts africains, océaniens et amérindiens. Marseille

## Papeterie

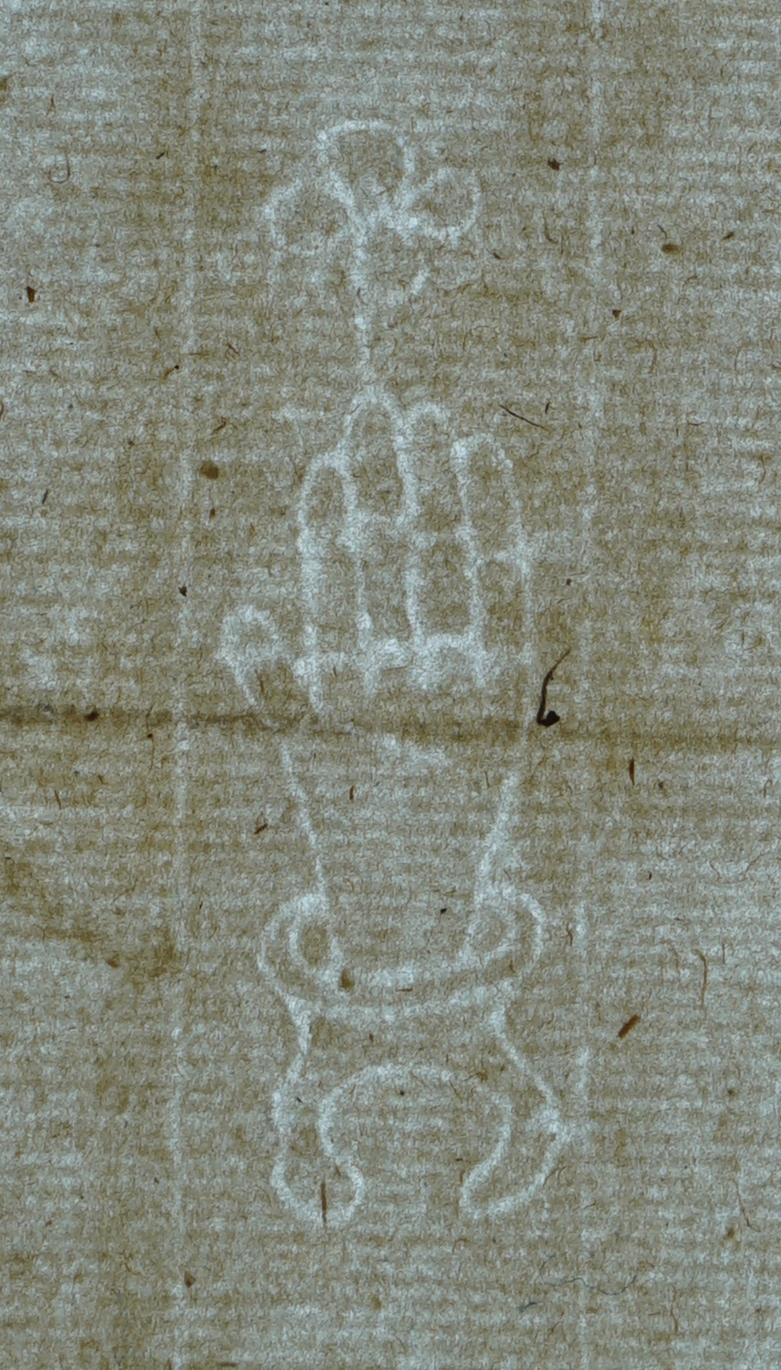
Dans un papier du XVIe siècle, fabriqué dans l'Aube.

Dans l'industrie papetière, un filigrane est un ensemble de fils métalliques, destiné à former un dessin ou une inscription, après avoir été fixé sur la forme destinée à recevoir la pâte à papier. Par métonymie, le mot « filigrane » désigne le dessin ainsi formé et visible par transparence.
En fabrication artisanale, cet effet est obtenu dès la formation de la feuille par une diminution locale de la quantité de fibres lorsque le papier est mouillé; Il y a deux façons d'opérer. Il faut savoir que le filigrane dans la feuille est formé grâce au rouleau égoutteur (pour une machine table plate), ou à la forme ronde. On travaille donc sur les « toiles fines », qui sont sur toute la surface du rouleau (ou de la forme).
Le filigrane « au trait » est obtenu lorsqu'on a soudé des fils de cuivre sur cette toile. Ces fils font des « clairs » dans la feuille, que l'on retrouve par transparence dans le papier. Ce procédé est utilisé généralement pour des dessins sans relief, ou des textes simples.
Le deuxième type de filigrane, appelé « ombré » est obtenu lorsqu'on a « embossé » cette toile. On grave un poinçon en deux parties, mâle et femelle, et on applique le relief à la toile en « écrasant » la toile entre les parties du poinçon. Cette méthode est utilisée lorsque le dessin du filigrane est complexe, quand il y a du « noir », ou lorsque le dessin comporte « plusieurs épaisseurs ».
Si les premiers filigranes permettaient aux papetiers d'apposer une marque personnelle sur leur production, ce procédé est surtout utilisé pour les possibilités sophistiquées de garantie de l'authenticité de documents officiels (papier-monnaie, timbres, papiers d'identité, etc). Depuis 2000, dans certains cas, les ordonnances rédigées en France par les médecins sont sécurisées par des filigranes.
Des motifs de filigrane ont donné leur nom à des formats de papier : une grappe de raisin pour le format raisin (50 × 65 cm), une cloche ou une couronne  pour les formats cloche (30 × 40 cm) et couronne (36 × 46 cm), ou encore le monogramme IHS pour le format jésus (56 × 72 cm).

### Usages des filigranes
Un filigrane présente le double avantage d'être une marque difficilement falsifiable et de ne pas altérer le document lui-même. Il peut constituer un élément de raffinement. Ces avantages lui confèrent la fonction de métadonnée.
Le filigrane peut jouer le rôle d'état civil du document en précisant les paramètres de la fabrication : lieu (moulin à papier, marque du fabricant (initiales ou nom du papetier)), date... Il peut aussi informer sur le type de papier : son format et sa qualité (dès le XIVe siècle en Italie).
Des sociétés proposent des papiers avec un filigrane individualisé, évoquant par exemple l'identité ou le logo de leur client. Les documents sont ainsi mis en valeur et présentent une certaine garantie d'authenticité.
Par généralisation, on parle de filigrane pour des informations importantes mais invisibles dans des conditions ordinaires (voir stéganographie).
Comme métadonnées primitives, les filigranes peuvent être étudiés par l'historien d'abord en eux-mêmes, et ensuite comme base d'identification et de critique des sources.

### Histoire des filigranes

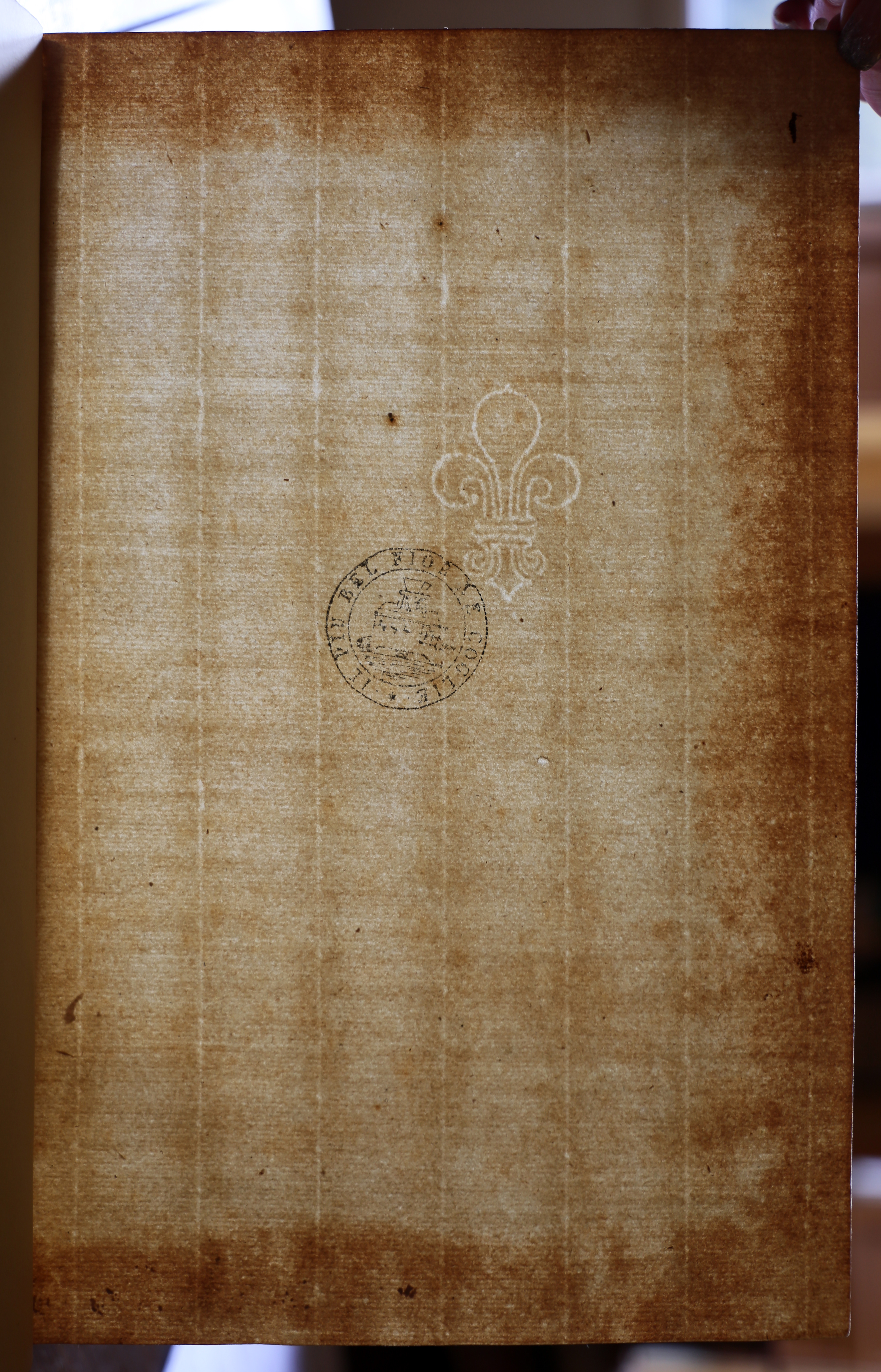
Filigrane (biblioteca dell'Accademia della Crusca, Florence)

Le premier filigrane — une croix grecque — a été identifié sur un papier fabriqué en Italie (Fabriano) en 1282, les papiers provenant d'Orient ou du monde arabe n'en possédant pas.
Guère plus d'un siècle plus tard, les papetiers italiens doivent utiliser des filigranes pour l'identification des papiers de qualité.
Les filigranes furent rendus obligatoires en France par Louis de Tignonville, bailli de Troyes, en 1398, et Charles VI, en 1409.
Longtemps la base des filigranes était réduite à une figure simplifiée inspirée par le contexte culturel : motifs religieux (symboles), naturels (animaux réels ou imaginaires, végétaux), militaires (armes) et autres métiers (outils). Rapidement, au XVe siècle, des tentatives de falsification et des exigences de normalisation, ont entraîné des sophistications des représentations comme l'indication de l'identité du fabricant (édit d'Henri III en France).
La tradition des filigranes s'interrompt au cours du XIXe siècle avec l'apparition des machines à papier en continu jusqu'à ce que la technique soit en mesure de remplacer efficacement le principe du fil de laiton.
Dès 1800, la toute nouvelle Banque de France applique le procédé du filigrane aux billets qu'elle émet. Mais, utilisé sous forme de texte, il n'empêche pas les contrefaçons et en 1850 des cas de faux billets de 100 francs sont signalés à Lyon. Aussi, en 1862, la Banque de France produit en filigrane ombré le premier filigrane représentant une tête humaine. Un siècle plus tard, les filigranes sont sans cesse plus raffinés pour dissuader les falsificateurs qui disposent d'importants moyens techniques.
La Grande-Bretagne, ses colonies ou l'Allemagne ont largement fait appel aux filigranes pour leurs timbres mobiles postaux et (ou) fiscaux.
Quant à la France, elle a, elle aussi, beaucoup utilisé ce procédé de sécurisation sur ses entiers fiscaux (papiers timbrés), de même que l'Allemagne.
Par contre la France y a très peu eu recours pour ses timbres mobiles. Citons, à cet égard, le filigrane « Lacroix/ Frères », commun à plusieurs timbres mobiles postaux et fiscaux, et le Filigrane « T.C. » rencontré alors sur certains timbres fiscaux. (Ces deux filigranes sont illustrés clairement sur le Catalogue Yvert des Fiscaux de France de 2004). Il s'agit, pour les timbres-poste, d'une mauvaise découpe de feuilles de papier. On connait le 5 centimes vert « République » de 1871, dont un tirage présente quelques rares timbres portant une lettre, et pour le 10 centimes Semeuse lignée rose du XXe siècle.

Filigranes sur papier
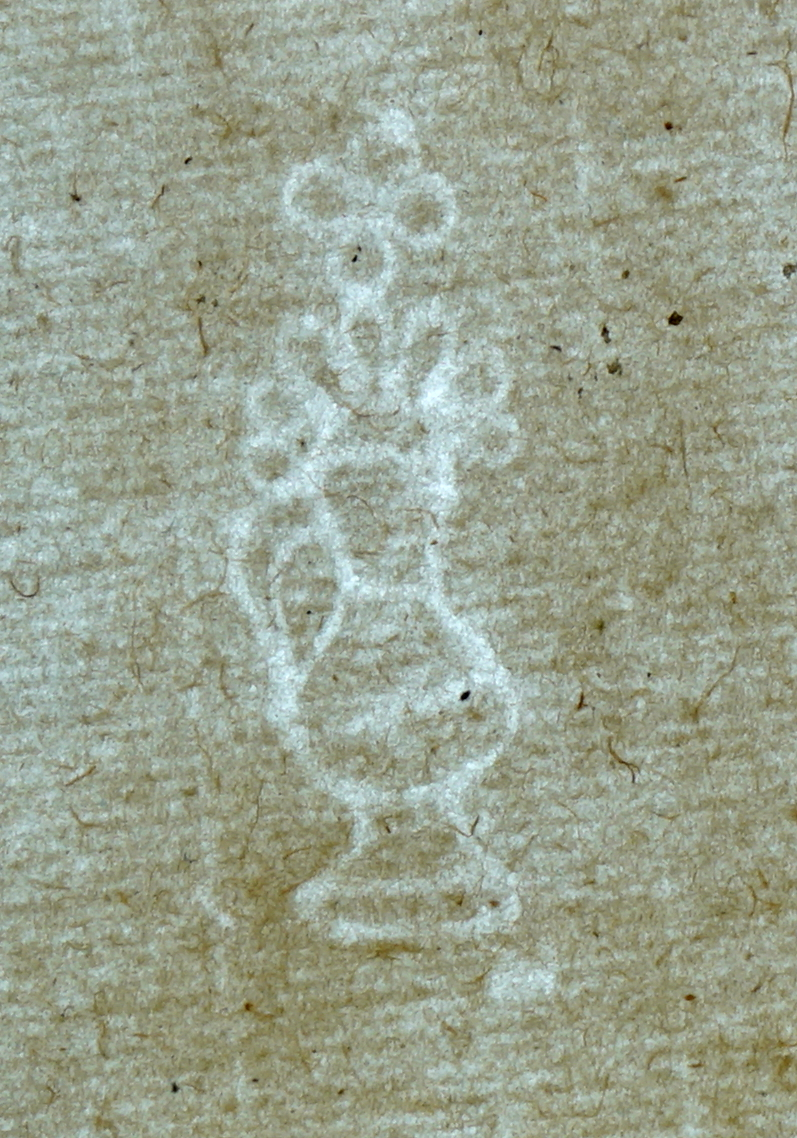
1584, pot fleuri,
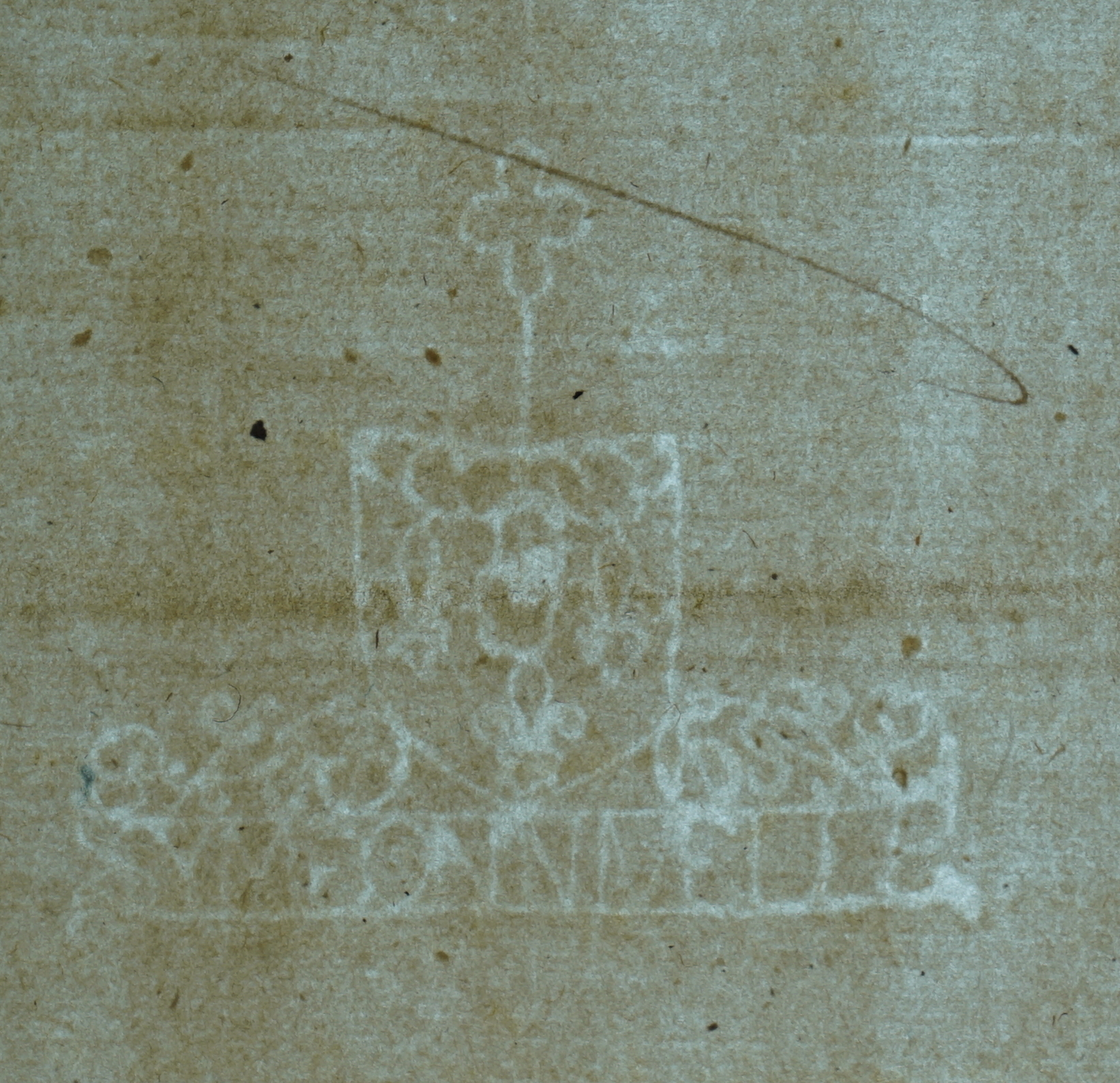
De 1595 au nom de Menisson,
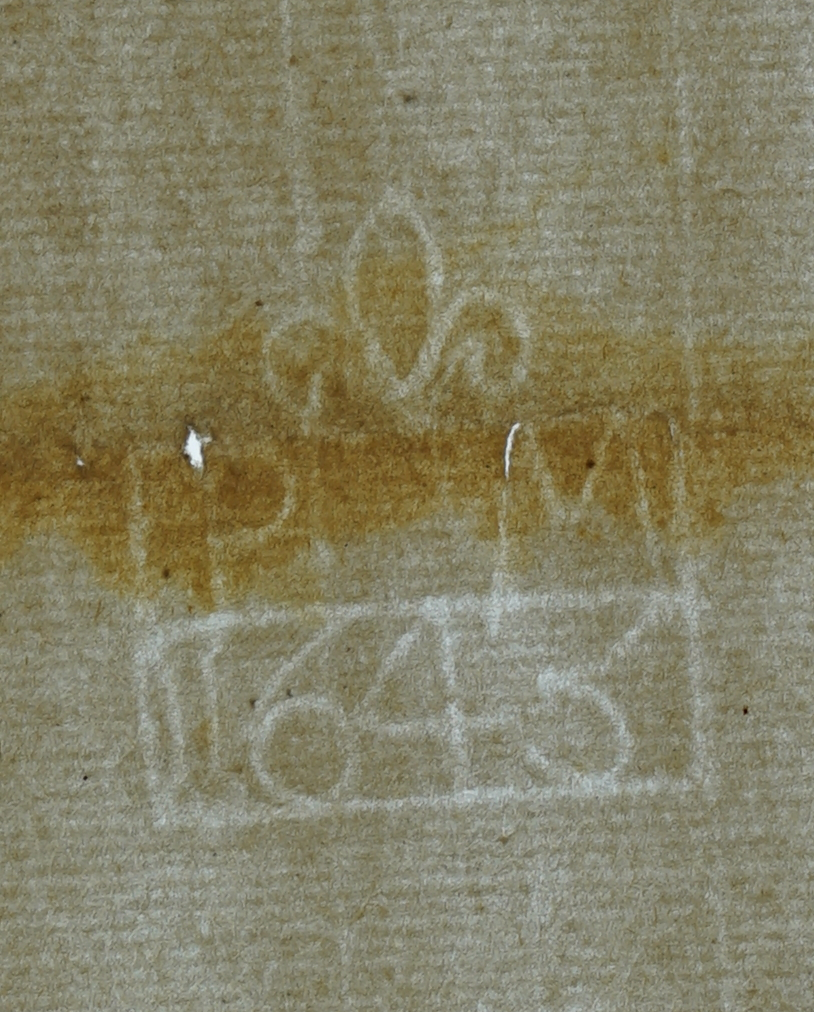
1643,
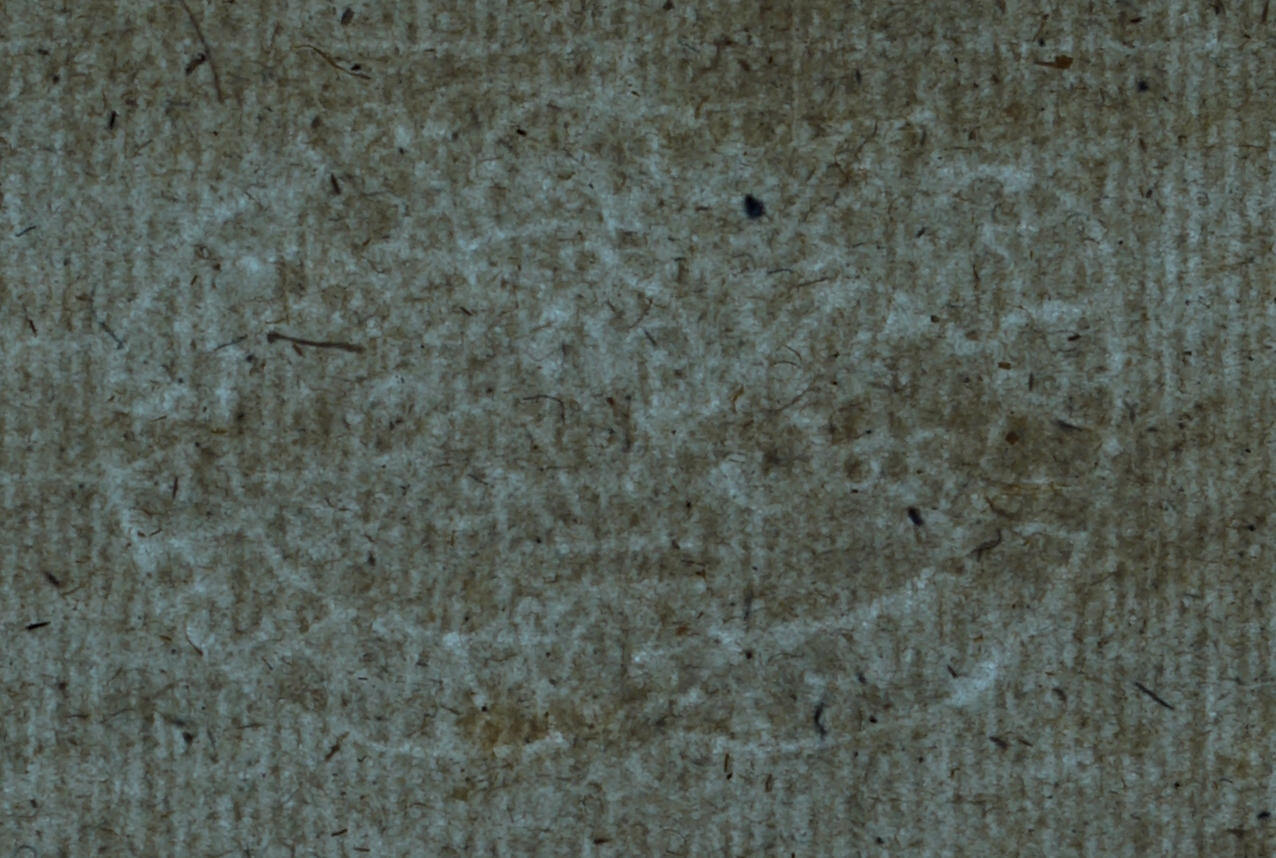
1712, fleur de lis.